# Tetovált Sztálin
A Tetovált Sztálin (Szovjet elítéltek tetoválásai és karikatúrái) Kovács Ákos és Sztrés Erzsébet 1989-ben Szegeden megjelent könyve. Dancig Szergejevics Baldájevvel 1987. december és 1988. október között készült interjúkon és összegyűjtött rajzain alapul.
- Tetovált Sztálin. Szovjet elítéltek tetoválásai és karikatúrái; összeáll. Kovács Ákos, Sztrés Erzsébet, rajz Dancig Szergejevics Baldájev, versford. Dalos György, tetoválások, karikatúrák ford. Sztrés Erzsébet; JATE, Szeged, 1989

A könyv 5 évvel később Szergej Vasziljev művészfotóival kibővítve igényes albumként is megjelent:
- Az orosz tolvajvilág és művészete; összeáll., ford. Kovács Ákos, Sztrés Erzsébet, fotó Szergej Vasziljev, rajz Dancig Baldajev, versford. Dalos György; Pesti Szalon, Bp., 1994

## A tetoválásokról
A börtönviselt orosz (szovjet) ember tetoválása: „testre varrt személyi igazolvány”, és azonnal mindenki tudja, kivel áll szemben.
A hajdani Szovjetunióban a rabok tetoválásaik alapján ítélték meg és rangsorolták egymást, és rangsorolták személyes jellemzőiket. Jelentősége volt annak is, hogy az egyes szimbólumok a test mely részére kerültek. Az orosz börtöntetoválások az 1930-as évektől terjedtek el, az ötvenes években „virágzottak”, majd a rendszerváltás után hanyatlani kezdtek.
Sokan vallási jelképeket varrattak magukra. A templom ugyanis a tolvajok jelképe volt, a templomtornyok száma pedig az ítéletek számát jelölte. A mellkasra tetovált szempár a rangot jelölte, a szemek jelentése ez volt: „figyellek benneteket!”. Ugyanez a hason homoszexualitásra utalt. A csuklóra varrt, karkötőszerű tetoválás értelme az volt, hogy több mint öt évet kapott az illető. Az ujjperceken viselt kis keresztek a megjárt munkatáborokat jelölték meg.
Lenin vagy Sztálin képmásáról úgy vélték, hogy megvédi őket a börtönben a kivégzéstől.
A legnépszerűbb tetoválás a Madonna és a gyermek Jézus voltak, mert ők szerencsét hoznak.
Aki önhatalmúlag csináltatott tetoválást, az attól tarthatott, hogy a többi fogoly arra kényszerítheti az ilyen embert, hogy törött üveggel vágja ki a jogtalan tetoválását.